# Mioarele (gmina)
Mioarele – gmina w Rumunii, w okręgu Ardżesz. Obejmuje miejscowości Aluniș, Chilii, Cocenești, Mățău i Suslănești. W 2011 roku liczyła 1624 mieszkańców.